# Hyposmocoma bacillella
Hyposmocoma bacillella là một loài bướm đêm thuộc họ Cosmopterigidae. Nó là loài đặc hữu của Kauai. Loài địa phương ở Halemanu và Kaholuamano, nơi nó được tim thấy ở độ cao 4,000 feet.
Ấu trùng ăn Metrosideros species.